# Music from « The Elder »
Albums de Kiss
Unmasked
(1980) Creatures of the Night
(1982)
Music from « The Elder » est le 9e album studio du groupe Kiss sorti en 1981. Il s'agit du premier album à ne pas être certifié aux États-Unis, les ventes étaient si médiocres que le groupe n'a pas pu se promouvoir en tournée pour la première fois en huit ans.
Cet album présente une facette peu commune de Kiss. En effet, le groupe s'aventure ici vers le rock progressif et le rock symphonique. L'idée de départ était un retour au hard rock qui a fait son succès, mais l'arrivée de Bob Ezrin (qui avait déjà travaillé avec Kiss sur l'album Destroyer, (lequel était déjà un album plus ambitieux que la moyenne pour Kiss) puis The Wall de Pink Floyd), remet en question l'orientation musicale prise par le groupe, qui réalise son unique album-concept en composant la bande son d'un film (The Elder) qui ne verra finalement jamais le jour.
Ce fut aussi le dernier album pour le guitariste Ace Frehley (avant de réintégrer le groupe en 1996). Mécontent de la direction artistique du groupe ainsi que la production de Bob Ezrin, avec lequel il ne s'entend absolument pas, il prend la décision de quitter Kiss, bien qu'il joue néanmoins avec le groupe une bonne partie de l'année 1982. Frehley quittera officiellement le groupe en novembre 1982.

## Composition du groupe
- Gene Simmons - basse, guitare rythmique sur Only You.
- Paul Stanley - guitare rythmique,  guitare solo sur A World Without Heroes
- Ace Frehley - guitare solo
- Eric Carr - batterie sauf sur Odyssey et I, percussions

avec
- Bob Ezrin - producteur, basse sur Mr. Blackwell, Escape from the Island et Dark Light.
- Allan Schwartzberg - batterie sur Odyssey et I.

## Liste des titres

### Version américaine & européenne
Vinyle – Casablanca (NBLP 7261,  États-Unis)
| A1. | The Oath       | Paul Stanley, Bob Ezrin, Powers  | Paul Stanley               | 4:32 |
| A2. | Fanfare        | Paul Stanley, Bob Ezrin          | (instrumental)             | 1:22 |
| A3. | Just A Boy     | Paul Stanley, Bob Ezrin          | Paul Stanley               | 2:30 |
| A4. | Dark Light     | Gene Simmons, Frehley, Reed, Fig | Ace Frehley                | 4:12 |
| A5. | Only You       | Gene Simmons                     | Paul Stanley, Gene Simmons | 4:19 |
| A6. | Under the Rose | Gene Simmons, Eric Carr          | Gene Simmons               | 4:49 |

| B1. | A World Without Heroes | Stanley, Ezrin, Simmons, Reed     | Gene Simmons               | 2:40 |
| B2. | Mr. Blackwell          | Gene Simmons, Lou Reed            | Gene Simmons               | 4:58 |
| B3. | Escape from the Island | Ace Frehley, Bob Ezrin, Eric Carr | (instrumental)             | 2:50 |
| B4. | Odyssey                | Tony Powers                       | Paul Stanley               | 5:36 |
| B5. | I                      | Gene Simmons, Bob Ezrin           | Paul Stanley, Gene Simmons | 3:52 |

### Version internationale
| No  | Titre                  | Durée |
| --- | ---------------------- | ----- |
| 1.  | Fanfare                | 1:21  |
| 2.  | Just A Boy             | 2:25  |
| 3.  | Odyssey                | 5:36  |
| 4.  | Only You               | 4:17  |
| 5.  | Under the Rose         | 4:51  |
| 6.  | Dark Light             | 4:18  |
| 7.  | A World Without Heroes | 2:40  |
| 8.  | The Oath               | 4:31  |
| 9.  | Mr. Blackwell          | 4:52  |
| 10. | Escape from the Island | 2:52  |
| 11. | I                      | 5:03  |

## Charts

### Album
| Pays        | Chart                | Meilleure position | Réf   |
| ----------- | -------------------- | ------------------ | ----- |
| États-Unis  | Billboard 200        | 75                 | [ 2 ] |
| Royaume-Uni | UK Albums Chart      | 51                 | [ 3 ] |
| Allemagne   | Media Control Charts | 10                 | [ 4 ] |
| Autriche    | Ö3 Austria Top 40    | 12                 | [ 4 ] |
| Japon       | Oricon               | 21                 | [ 4 ] |
| Pays-Bas    | MegaCharts           | 39                 | [ 5 ] |
| Suède       | Sverigetopplistan    | 19                 | [ 4 ] |
| Norvège     | VG-lista             | 7                  | [ 4 ] |

### Singles
| Pays        | Single                 | Charts            | Meilleure position | Réf   |
| ----------- | ---------------------- | ----------------- | ------------------ | ----- |
| États-Unis  | A World Without Heroes | Billboard Hot 100 | 56                 | [ 6 ] |
| Royaume-Uni | A World Without Heroes | UK Singles Chart  | 55                 | [ 7 ] |
| Pays-Bas    | I                      | Pop Singles       | 48                 | [ 8 ] |

## Format
| Année | Pays        | Format                  | Catalogue     | Label                   |
| ----- | ----------- | ----------------------- | ------------- | ----------------------- |
| 1981  | Allemagne   | Vinyle                  | 6302 163      | Casablanca              |
| 1981  | Danemark    | Vinyle                  | 6302 163      | Casablanca              |
| 1981  | Suède       | Vinyle                  | 6302 163      | Casablanca              |
| 1981  | Norvège     | Vinyle                  | 6302 163      | Casablanca              |
| 1981  | Espagne     | Vinyle                  | 6302 163      | Casablanca              |
| 1981  | Pays-Bas    | Vinyle (Gatefold)       | 6302 163      | Casablanca              |
| 1981  | Canada      | Vinyle (Gatefold)       | NBLP 7261     | Casablanca              |
| 1981  | États-Unis  | Vinyle (Gatefold)       | NBLP 7261     | Casablanca              |
| 1986  | Japon       | CD                      | P33C-20011    | Casablanca, Polystar    |
| 1997  | Royaume-Uni | CD (ReMastered)         | 314 532 390-2 | Casablanca, Mercury     |
| 1997  | Europe      | CD (ReMastered)         | 532 390-2     | Casablanca, Mercury     |
| 1997  | États-Unis  | CD (ReMastered)         | 314532 390-2  | Mercury                 |
| 1998  | Japon       | CD (ReMastered)         | PHCR-94052    | Mercury                 |
| 2008  | Japon       | CD (ReMastered, Sleeve) | UICY-93523    | Universal International |
| ????  | États-Unis  | CD                      | 824 153-2     | Casablanca              |